# ExxonMobil
Exxon Mobil Corporation — американская компания, одна из крупнейших нефтяных компаний в мире, одна из крупнейших корпораций в мире по размеру рыночной капитализации (330 млрд долларов на февраль 2019 года).
Штаб-квартира компании расположена в Ирвинге (пригород Далласа, штат Техас). Основные запасы нефти находятся в Азии и США, природного газа — в США, Австралии, Азии и Европе.

## История
Нынешняя компания была создана в 1999 году в результате слияния крупнейших американских нефтяных компаний Exxon и Mobil.
Обе компании были наследниками компании Standard Oil Джона Рокфеллера, основанной в 1870 году. Менее чем за десять лет она почти полностью взяла под контроль нефтепереработку в США, из 35 млн долларов выручки от переработки нефти в 1878 году 33 млн долларов приходилось на Standard Oil. В 1882 году Standard Oil была преобразована в трест из 30 компаний, контролировавших 80 % нефтеперерабатывающих заводов и 90 % нефтепроводов в США, а в качестве основы треста была создана компания Standard Oil Company of New Jersey (согласно регистрационным документам, Exxon Mobil Corporation является её прямым правопреемником). В 1888 году был создан первый зарубежный филиал, Anglo-American Oil Company (позже ставший Esso Petroleum Company). В 1890 году был принят Антитрастовый закон Шермана, направленный в первую очередь против Standard Oil, и после многолетних судебных разбирательств в 1911 году Верховный суд США принял решение о разделении Standard Oil на 34 самостоятельные компании, одна из них продолжала называться Standard Oil Company of New Jersey (сокращённо Jersey Standard). Этой компании досталась значительная часть нефтеперерабатывающих мощностей Standard Oil, однако она осталась без источников сырой нефти, поэтому в 1919 году купила техасскую компанию Humble Oil, а в 1920-е годы начала развиваться в сторону Латинской Америки, в первую очередь Венесуэлы. В 1928 году в этой стране Standard Oil сформировала Creole Petroleum Corporation, дававшую в 1940-х годах более 450 тыс. баррелей нефти в день. В 1926 году началось использование бренда Esso. В 1927 году началось сотрудничество Jersey Standard с германской компанией IG Farben, совместно они проводили исследования в области получения синтетического горючего путём гидрогенизации угля. Эта технология получило весьма ограниченное применение, куда большее значение для американской компании имело получение от германского партнёра прав на патент производства синтетической резины из нефти. Производство бутилкаучука в США было начато в 1937 году.
В 1931 году две другие компании из состава треста, Standard Oil Company of New York (SOCONY) и Vacuum Oil Company объединились под названием Socony-Vacuum Corporation. Vacuum Oil Company была основана в 1866 году для коммерческого применения вакуумного метода переработки нефти с целью получения смазочных материалов; вскоре компания попала под контроль Standard Oil, который начал продавать эти смазочные материалы по всему миру под торговой маркой Mobil. С 1933 года началось партнёрство компаний-предшественников Exxon и Mobil, они сформировали совместное предприятие Standard-Vacuum Oil Co., или сокращённо Stanvac, объединившее их активы на Дальнем Востоке.
Хотя за годы Второй мировой войны компания потеряла 32 танкера и был разрушен ряд НПЗ в Европе и Азии (включая крупнейший завод во Франции, в городе Граваншоне (фр. Notre-Dame-de-Gravenchon), взорванный отступающими французскими войсками), это более чем компенсировалось военными заказами. По окончании Второй мировой войны стало очевидным, что спрос на нефтепродукты будет расти, и имеющихся в США резервов не хватит для удовлетворения этого роста, поэтому бывшие составляющие Standard Oil стали наращивать своё присутствие на Ближнем Востоке. Своё участие в нефтедобыче в этом регионе американские компании начали в 1920-х годах, создав Turkish Petroleum Company (с месторождениями на территории современного Ирака). В 1946 году Jersey Standard и Socony-Vacuum вошли долями (20 % и 10 %, соответственно) в компанию Arabian American Oil Company (Аравийско-Американскую нефтяную компанию, Aramco); основными участниками консорциума были Standard Oil Company (California) и Texas Company, позже ставшие Chevron и Texaco. В 1954 году все эти компании стали участниками консорциума по добыче нефти в Иране. В 1966 году, когда Socony-Vacuum Corporation была переименована в Mobil Oil Corporation, 43 % её добычи нефти приходилось на Ближний Восток (в первую очередь Саудовскую Аравию), оборот компании достиг 6,5 млрд долларов, она лидировала по поставкам нефти и газа на самые быстрорастущие рынки, Японию и Германию.
В 1973 году страны ОПЕК на 6 месяцев ввели эмбарго на поставки нефти в США и начали аннексию участков, принадлежавших американским компаниям. Хотя это усложнило работу западным нефтяным компаниям, но привело к стремительному росту цены на нефть, оборот Mobil с 1973 по 1977 году утроился (до 32 млрд долларов), прибыль в 1974 году достигла рекордного уровня; также это породило волну критики в адрес компании (включая слушания в Конгрессе США) о допустимости вести бизнес любыми средствами. Столь успешная адаптация Mobil к новым условиям в значительной мере объяснялась тем, что компания потратила немало средств и времени на становление хороших отношений с правителями Саудовской Аравии. Однако в 1980-х годах цена на нефть начала падать, и отношения с Саудовской Аравией становились всё менее выгодными. Поиски других источников сырья привели к покупке в 1984 году Superior Oil Company (за 5,7 млрд долларов); эта компания, однако, была обременена долгами, что, в сочетании со снижением роста спроса на нефть, потребовало от Mobil существенного урезания расходов. В середине 1980-х годов было сокращено число нефтеперерабатывающих заводов, к 1988 году была продана сеть автозаправок в 20 штатах (поскольку автозаправки в 14 северо-восточных штатах, где продолжала работать Mobil, давали 88 процентов розничных продаж), число сотрудников было сокращено на 20 %. Экономический спад в начале 1990-х годов требовал от компании дальнейшей оптимизации деятельности: продавались низкорентабельные скважины в Техасе и непрофильные активы, купленные в 1970-х годах, такие как угольные шахты в Вайоминге, в то же время укреплялись позиции в наиболее выгодных регионах: Нигерии, Саудовской Аравии и Азиатско-Тихоокеанском регионе. Положение компании существенно улучшилось к середине 1990-х годов с ростом цены на природный газ, на который приходилась треть выручки и половина запасов углеводородов компании благодаря месторождениям в Индонезии. Наиболее многообещающим проектом второй половины 1990-х годов стала 30-процентная доля в месторождении Рас-Лафан у побережья Катара.
Jersey Standard в 1972 году сменила название на Exxon. Нефтяное эмбарго 1973 года привело к резкому росту выручки (с 20 млрд долларов в 1972 году до 100 млрд долларов в 1980 году), а падение цены на нефть начиная с 1981 года потребовало оптимизации структуры компании. В 1986 году были сформированы три основные подразделения: Exxon Company, International (нефтедобыча вне Северной Америки), Exxon Company, U.S.A. (США) и Imperial Oil Limited (Канада). Со времён Второй мировой войны компания удерживала статус крупнейшей нефтяной компании мира, но в 1989 году уступила его Royal Dutch Shell, одной из причин этого стало крушение танкера «Эксон Валдиз» у берегов Аляски. Ликвидация разлива нефти и возмещение ущерба пострадавшим за несколько лет обошлось компании в несколько млрд долларов. В 1990 году штаб-квартира была перенесена из Рокфеллер-центра в Нью-Йорке в Ирвинг (Техас).
Ещё с конца 1970-х годов научные сотрудники, работавшие с ExxonMobil, точно спрогнозировали глобальное потепление. Тем не менее, ExxonMobil решила действовать исходя из собственных интересов: свернула исследовательскую программу и направила ресурсы на то, чтобы вызвать сомнения у общественности в реальности глобального потепления и влиянии на него ископаемого топлива.
Азиатский финансовый кризис 1997 года привёл к снижению спроса на нефть, а странам-участникам ОПЕК не удалось договориться о снижении уровня добычи, и в 1998 году цена на нефть упала до 11 долларов за баррель, самого низкого уровня за всю историю нефтедобычи, если учитывать инфляцию. Поэтому в 1998 году Exxon и Mobil подписали соглашение о слиянии стоимостью 73,7 млрд долларов и о формировании новой компании ExxonMobil Corporation, крупнейшей на планете. Слияние было завершено 30 ноября 1999 года. Эта сделка позволяла снизить расходы обеих компаний на 2,8 млрд долларов в год. Объединённую компанию возглавил Ли Раймонд (англ. Lee Raymond), который с 1993 года был главой Exxon.
После ухода Ли Раймонда на пенсию в 2006 году, председателем совета директоров был избран Рекс Тиллерсон, работавший в компании Exxon с 1975 года. Он подал в отставку в конце 2016 года в связи с назначением на пост госсекретаря США в администрации Дональда Трампа. За время его правления ExxonMobil почти полностью распродала сеть автозаправок, торговые марки Exxon и Mobil продолжали использоваться новыми владельцами на правах франчайзинга. Крупнейшим приобретением этого времени стал производитель природного газа XTO Energy в 2010 году за 31 млрд долларов. В 2011 году началось сотрудничество с компанией «Роснефть» в проектах на черноморском шельфе и в Сибири. В 2012 году ExxonMobil подтвердила намерения начать разработку месторождений в Курдистане (Ирак). В 2013 году была продана гонконгская компания Castle Peak (за 3,4 млрд долларов CLP Holdings). В 2014 году Международный центр улаживания инвестиционных споров (International Centre for Settlement of Investment Disputes) присудил ExxonMobil 1,6 млрд долларов компенсации за экспроприацию активов правительством Венесуэлы в 2007 году.
11 октября 2023 года ExxonMobil объявила о поглощении другой американской компании, Pioneer Natural Resources, в сделке стоимостью 59,5 млрд долларов.

## Руководство
- Даррен Вудс (англ. Darren Woods) — председатель совета директоров, президент и главный исполнительный директор с 2017 года, в Exxon с 1992 года[14].

## Деятельность
Доказанные запасы углеводородов на конец 2021 года — 18,536 млрд баррелей нефтяного эквивалента, в том числе нефти — 7,436 млрд баррелей (12,174 млрд баррелей с учётом газового конденсата, битума и синтетической нефти), природного газа — 1,081 млрд кубометров. Суточная добыча нефти и газа в 2021 году составляла 3,712 млн баррелей, из них нефти — 2,289 млн баррелей, природного газа — 241,7 млн кубометров. Стоимость добычи 1 барреля нефти составляла в среднем 11 долларов, самой низкой она была в Азии — 4 доллара, в Австралии — 5 долларов, в США — 9 долларов, в Африке — 19 долларов, в Канаде и Латинской Америке — 22 доллара, в Европе — 32 доллара.
ExxonMobil имеет долю в 19 НПЗ в 13 странах общей производительностью 4,57 млн баррелей в сутки. Пять из них находятся в США (2 — в Техасе, по одному — в Иллинойсе, Луизиане и Монтане, 1,77 млн баррелей в сутки), 3 — в Канаде (428 тыс. баррелей в сутки), 8 — в Европе (2 — во Франции, а также в Бельгии, Великобритании, Нидерландах, Италии и Германии, 1,35 млн баррелей в сутки), 4 — в Азии (Сингапур, Саудовская Аравия, Таиланд и КНР, 1,03 млн баррелей в сутки).
Основные химические заводы: Батон-Руж (Луизиана), Бэй-Таун, Бомонт, Корпус-Кристи и Монт-Бельвьё (Техас), Сарния (Онтарио, 69,6 %), Антверпен (Бельгия), Файф (Великобритания, 50 %), Граваншон (Франция), Мерхаут (Бельгия), Роттердам (Нидерланды), Эль-Джубайль и Янбу-эль-Бахр (Саудовская Аравия, по 50 %), Фуцзянь (КНР, 25 %), Сингапур, Сирача (Таиланд, 66 %). Общая годовая производительность составляет 11,9 млн тонн этилена, 11,2 млн тонн полиэтилена, 2,8 млн тонн полипропилена, 4,1 млн тонн параксилена.
Розничная сеть включает 22,5 тыс. автозаправок, работающих под брендами Exxon, Mobil и Esso, из них 11,3 тыс. — в США, 2389 — в Канаде, 6031 — в Европе, 1893 — в Азиатско-Тихоокеанском регионе, 489 — в Латинской Америке и 428 — на Ближнем Востоке. Из этого числа менее тысячи находятся в собственности компании, остальные работают на правах франчайзинга. Доход от них имеет форму роялти за использование торговых марок. Продажи нефтепродуктов составляли в 2021 году в среднем 5,16 млн баррелей, из них 2,26 млн баррелей — в США.
Основные подразделения:
- добыча нефти и газа — выручка 21,8 млрд долларов, чистая прибыль 15,8 млрд долларов;
- нефтепереработка и реализация — выручка 218 млрд долларов, чистая прибыль 2,1 млрд долларов;
- химическая промышленность — выручка 36,8 млрд долларов, чистая прибыль 7,8 млрд долларов;
- корпоративный центр и финансы — чистый убыток 2,6 млрд долларов.

Географическое распределение выручки компании в 2021 году:
- США — 104,2 млрд долларов;
- Канада — 22,2 млрд долларов;
- Сингапур — 15,0 млрд долларов;
- Великобритания — 14,8 млрд долларов;
- Франция — 13,2 млрд долларов;
- Италия — 10,1 млрд долларов;
- Бельгия — 9,2 млрд долларов;
- Австралия — 7,6 млрд долларов.

|                        | 1999…  | 2005…  | 2010  | 2011  | 2012  | 2013  | 2014  | 2015  | 2016  | 2017  | 2018  | 2019  | 2020   | 2021  | 2022  | 2023  |
| ---------------------- | ------ | ------ | ----- | ----- | ----- | ----- | ----- | ----- | ----- | ----- | ----- | ----- | ------ | ----- | ----- | ----- |
| Оборот                 | 181,8… | 359,0… | 370,1 | 467,0 | 451,5 | 420,8 | 367,6 | 239,9 | 200,6 | 237,2 | 279,3 | 255,6 | 178,6  | 276,7 | 398,7 | 334,7 |
| Чистая прибыль         | 7,910… | 36,13… | 30,46 | 41,06 | 44,88 | 32,58 | 32,52 | 16,15 | 7,84  | 19,71 | 20,84 | 14,34 | -22,44 | 23,04 | 55,74 | 36,01 |
| Активы                 | 144,5… | 208,3… | 302,5 | 331,1 | 333,8 | 346,8 | 349,5 | 336,8 | 330,3 | 348,7 | 346,2 | 362,6 | 332,8  | 338,9 | 369,1 | 376,3 |
| Собственный капитал    | 63,47… | 111,2… | 146,8 | 154,4 | 165,9 | 174,0 | 174,4 | 170,8 | 167,3 | 187,7 | 191,8 | 191,7 | 157,2  | 168,6 | 195,0 | 204,8 |
| Сотрудников, тыс. чел. | 106,9… | 83,7…  | 83,6  | 82,1  | 76,9  | 75,0  | 75,3  | 73,5  | 71,1  | 69,6  | 71,0  | 75    | 72     | 63    | 62    | 62    |

## Регионы деятельности

### Америка
В США добыча нефти ведётся в штатах Техас, Нью-Мексико, Северная Дакота и Аляска, а также в Мексиканском заливе, где общая площадь участков составляет 2,8 тыс. км². Добыча сланцевого газа сосредоточена в штатах Пенсильвания, Западная Виргиния, Огайо, Техас и Луизиана.
Деятельность в Канаде осуществляется через купленную ещё в 1898 году компанию Imperial Oil, доля в которой составляет 69,6 %. Деятельность компании включает разработку (атабасканских нефтяных песков в Альберте).
В Латинской Америке ExxonMobil ведёт добычу нефти и газа в Аргентине, Бразилии (морская добыча) и Гайане.

### Европа
В Нидерландах ExxonMobil и Shell являются партнёрами в компании Nederlandse Aardolie Maatschappij B.V., которой принадлежит 60-процентная доля в Гронингенском газовом месторождении (40 % у правительства Нидерландов), которое в 2017 году дало 21,6 млрд кубометров газа. Такая же доля принадлежит компании и в участке Schoonebeek с материковыми и шельфовыми месторождениями природного газа. Регулярная разработка этих месторождений прекратится в 2022 году.
Также ведётся добыча нефти и газа в Северном море в территориальных водах Норвегии и Великобритании, есть лицензии на добычу в Германии на участках общей площадью 9,3 тыс. км².

### Африка
В Африке добыча нефти и газа ведётся на шельфе в территориальных водах Анголы, Экваториальной Гвинеи, Мозамбика и Нигерии, а также на территории Чада.

### Азия
В Азии нефтедобыча ведётся в Индонезии (проект Kedung Keris), Ираке (Западная Курна и Курдистан), Малайзии (на шельфе), Катаре (совместное предприятие с Qatar Petroleum), Таиланде и ОАЭ (проект Upper Zakum), а также в частично расположенных в Европе Азербайджане с Казахстаном (Каспийское море) и в России (Сахалин).

### Австралия и Океания
На австралийском шельфе добывается природный газ (преимущественно в Бассовом проливе).
Также ведётся добыча природного газа и на шельфе Папуа-Новой Гвинеи, близ Порт-Морсби расположен завод по производству сжиженного газа на 6,9 млн тонн в год.

### ExxonMobil в России
ExxonMobil с 1996 года является участником проекта СРП «Сахалин-1», владеет 30 % акций проекта; управляющая компания «Сахалина-1» Exxon Neftegas Ltd. аффилирована с ExxonMobil. В рамках проекта «Сахалин-1» на месторождении Одопту Exxon Neftegas пробурила скважину на 12,345 км, ставшую самой длинной в мире по состоянию на конец января 2011 года.
В начале 2000-х годов ExxonMobil вела переговоры с российской нефтяной компанией «ЮКОС» о приобретении доли в объединённой компании «ЮКОС-Сибнефть», однако данная сделка сорвалась в связи с отказом от объединения «ЮКОСа» и «Сибнефти» и возбуждением уголовного дела в отношении руководства компании «ЮКОС».

#### Сотрудничество с «Роснефтью»

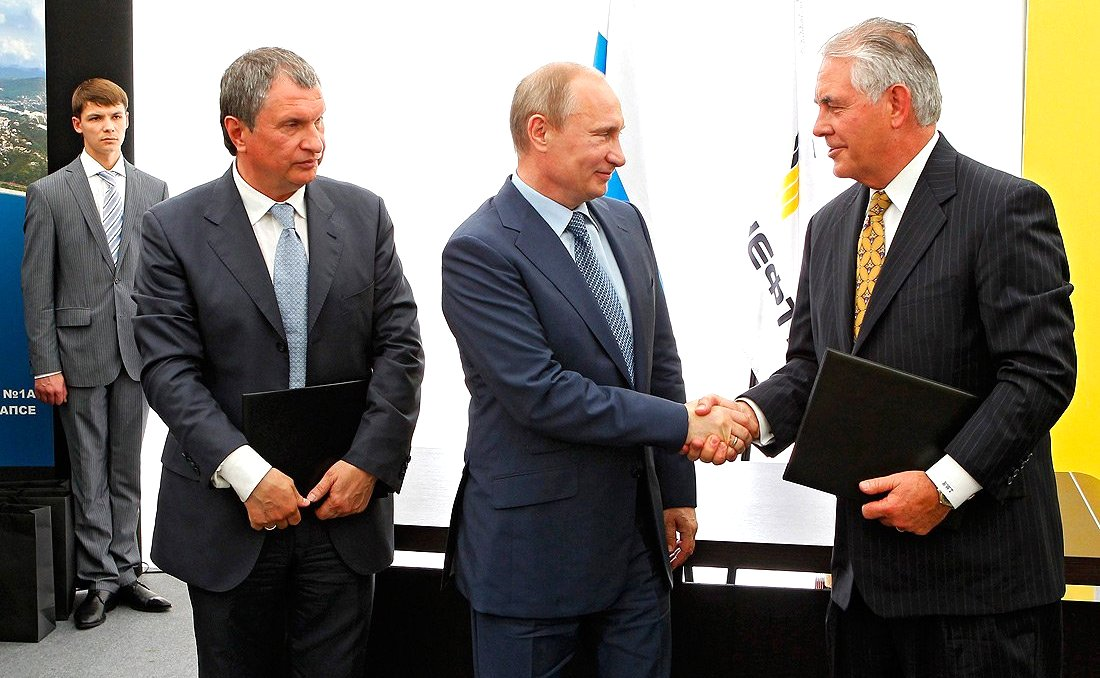
Владимир Путин, Рекс Тиллерсон и Игорь Сечин после подписания соглашение о совместной разработке трудноизвлекаемых запасов в Западной Сибири, 2012 год

В январе 2011 года ExxonMobil подписала с российской компанией «Роснефть» соглашение о совместном освоении углеводородных запасов на шельфе Чёрного моря. Первоочередным участком, на котором будет осуществляться разведка и добыча в рамках данного соглашения, станет Туапсинский прогиб. Ожидается, что у российской компании будет 66,7 % в совместном предприятии, у американской — 33,3 %.
Впрочем, уже в конце августа того же года было объявлено о достижении гораздо более существенных договорённостей между двумя компаниями. «Роснефть», у которой ранее сорвалась аналогичная сделка с британской BP, заключила с ExxonMobil соглашение о стратегическом партнёрстве. Американская компания, согласно условиям соглашения, станет партнёром «Роснефти» в освоении огромных нефтегазовых месторождений Арктики (присутствовавший на церемонии подписания соглашений премьер-министр России Владимир Путин оценил объём инвестиций в эти проекты в сотни миллиардов долларов). В свою очередь, россияне получили возможность войти в проекты ExxonMobil, в том числе в Мексиканском заливе и Техасе. Помимо этого, соглашение предусматривало организацию совместного Арктического центра исследований в Санкт-Петербурге.
Предполагаемое совместное освоение арктического шельфа «Роснефтью» и ExxonMobil в условиях фактического отсутствия технологий ликвидации аварий и разливов нефти в суровых условиях Арктики вызвало немедленную критику со стороны Всемирного фонда дикой природы.
Из-за санкций компании не удалось получить разрешение правительства США на продолжение работы с «Роснефтью». С середины октября 2014 года эта деятельность компании приостановлена и персонал вывезен.

## Критика

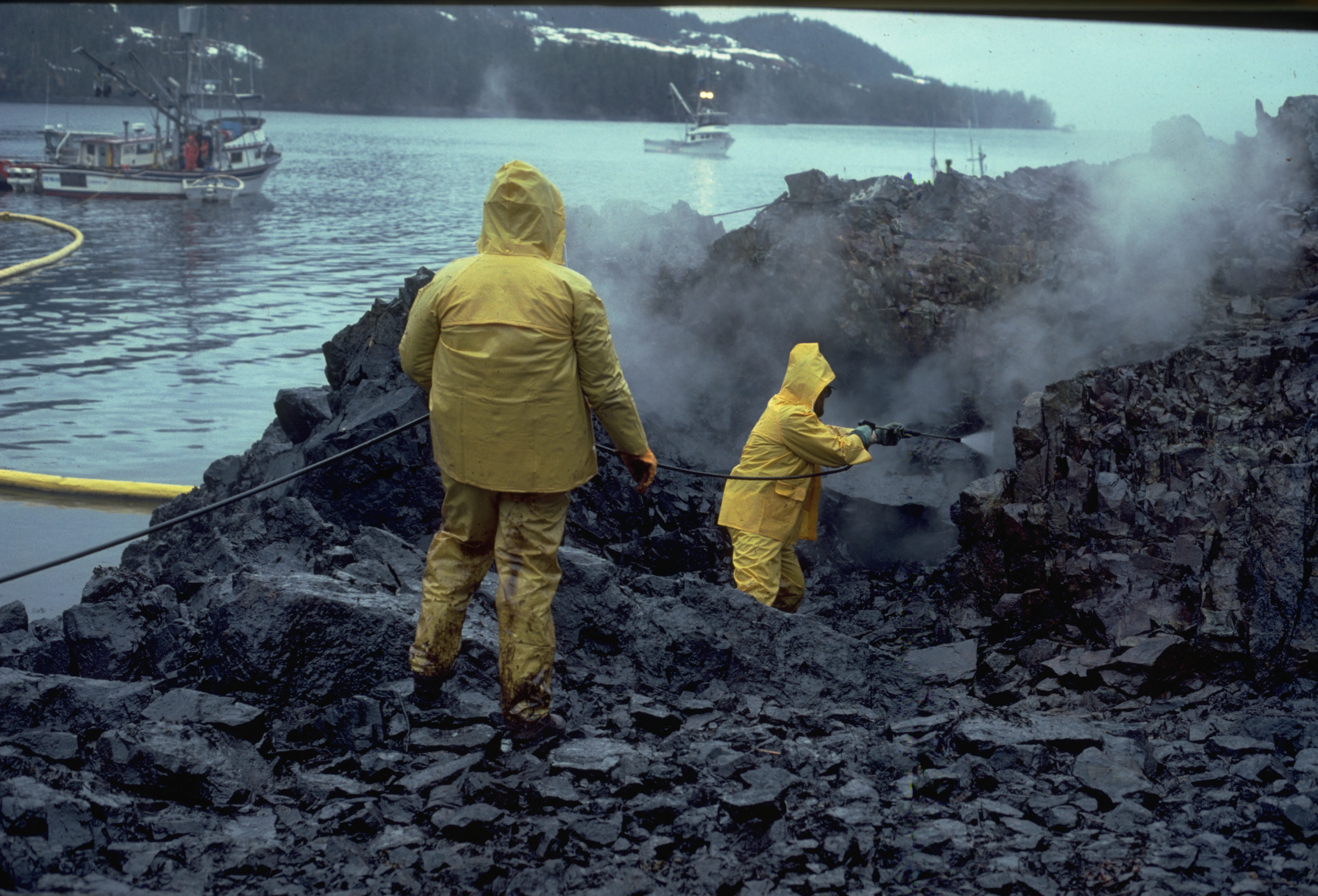
Ликвидация последствий разлива нефти в ходе крушения танкера «Эксон Валдиз»

24 марта 1989 года нефтяной танкер «Эксон Валдиз» потерпел крушение у побережья Аляски (пролив Принца Вильгельма). В результате аварии около 10,8 млн галлонов нефти (около 260 тыс. баррелей или 40,9 млн литров) вылилось в море, образовав нефтяное пятно в 28 тыс. км². В результате судебных разбирательств компания выплатила более 300 млн долларов в виде компенсации пострадавшим местным жителям и компаниям, а также после рассмотрения апелляций обязана выплатить штраф в 507,5 млн долларов согласно постановлению Верховного суда США.
В 2003 году Управление по контролю за иностранными активами сообщило, что Exxon Mobil занимается незаконной торговлей с Суданом и, вместе с десятками других компаний, заплатило правительству Соединённых Штатов 50 тыс. долларов.
В сообщении Департамента юстиции США от 18 сентября 2003 года прокурор Соединённых Штатов по южному округу Нью-Йорка объявил, что Дж. Брайан Уильямс, бывший топ-менеджер Mobil Oil, приговорен к трем годам и десяти месяцам тюрьмы по обвинению в уклонении от уплаты налогов на прибыль более 7 млн долларов, «в том числе 2 млн долларов он получил в связи с нефтяным бизнесом компании Mobil в Казахстане». Согласно документам, поданным в суд, доходы Уильямса включают миллионы долларов в виде «откатов» от правительств, физических и юридических лиц, с которыми Уильямс вел дела во время работы в Mobil. В дополнение к тюремному сроку Уильямс должен выплатить штраф в размере 25 тыс. долларов и более 3,5 млн долларов в качестве компенсаций Налоговому управлению США, в дополнение к штрафам и пеням.
Организация Кампания за права человека, ЛГБТ-лоббистские группы и комитет политических действий, дали ExxonMobil «-25» баллов, первый и единственный отрицательный балл в Индексе корпоративного равенства Кампании, системы показателей, оценивающей 1000 компаний по нескольким критериям, включая разнообразные тренинги, охватывающие вопросы гендерной идентичности, медицинское страхование транссексуалов, хирургические процедуры и «прием на работу людей не из ЛГБТ-сообщества».
В июле 2012 года в рецензии на книгу американского журналиста Стива Колла «Личная Империя: ExxonMobil и американская власть» The Daily Telegraph писал, что автор считает, что Exxon Mobil «превратилась в одну из самых ненавистных корпораций планеты, определяющей американскую внешнюю политику и судьбу всей нации». Если говорить о вреде окружающей среде, то ExxonMobil разрабатывала скважины, арендованные у диктаторов Чада и Экваториальной Гвинеи. Стив Колл описывает Ли Рэймонда, исполнительного директора корпорации до 2005 года, как «общеизвестного скептика по поводу изменения климата и человека, который не любит вмешательства государства на любом уровне».

## Благотворительность
Компания является одной из компаний — обеспечителей Американского института предпринимательства.

## Акционеры
Exxon Mobil Corporation на начало 2019 года выпустила 4,237 млрд акций, их общая стоимость (рыночная капитализация) составляет 330 млрд долларов. Институциональным инвесторам принадлежит 66,5 % акций, крупнейшие из них:
- The Vanguard Group, Inc. — 9,67 %;
- BlackRock Inс. — 6,91 %;
- State Street Corporation — 5,44 %;
- FMR LLC — 3,27 %;
- Geode Capital Management — 2,00 %;
- JPMorgan Chase — 1,96 %;
- Bank of America — 1,56 %;
- Morgan Stanley — 1,41 %;
- Norges Bank — 1,23 %;
- Price T Rowe Associates Inc. — 1,11 %;
- Northern Trust — 1,01 %.

## Дочерние компании
Основные дочерние компании, совместные предприятия и партнёрства на конец 2018 года, размещённые по местам регистрации; работающие в некоторых странах компании зарегистрированы в офшорных зонах, таких, как штат Делавэр, Багамские и Бермудские острова, Нидерланды; если доля не указана, то 100 %.
- США:
  - Вермонт: Ancon Insurance Company, Inc.
  - Делавэр: Cross Timbers Energy, LLC (50 %); Ellora Energy Inc.; Exxon Chemical Arabia Inc.;Exxon International Finance Company; Exxon Luxembourg Holdings LLC; Exxon Mobile Bay Limited Partnership; Exxon Overseas Corporation; Exxon Overseas Investment Corporation; ExxonMobil Alaska Production Inc.; ExxonMobil Capital Finance Company; ExxonMobil Chemical Gulf Coast Investments LLC; ExxonMobil Delaware Holdings Inc.; ExxonMobil Development Company; ExxonMobil Exploration and Production Malaysia Inc.; ExxonMobil General Finance Company; ExxonMobil Global Services Company; ExxonMobil Golden Pass Surety LLC; ExxonMobil Holding Company Holland LLC; ExxonMobil Kazakhstan Ventures Inc.; ExxonMobil Lubricants Trading Company; ExxonMobil Petroleum & Chemical Holdings Inc.; ExxonMobil Pipeline Company; ExxonMobil Production Norway Inc.; ExxonMobil Qatargas Inc.; ExxonMobil Rasgas Inc.; ExxonMobil Research and Engineering Company; ExxonMobil Sales and Supply LLC; ExxonMobil Technology Finance Company; ExxonMobil Ventures Finance Company; Golden Pass LNG Terminal Investments LLC; Golden Pass LNG Terminal LLC; Gulf Coast Growth Ventures LLC; Marine Well Containment Company LLC (10 %); Mobil California Exploration & Producing Asset Company; Mobil Caspian Pipeline Company; Mobil Chemical Products International Inc.; Mobil Corporation; Mobil Equatorial Guinea Inc.; Mobil International Petroleum Corporation; Mobil Oil Exploration & Producing Southeast Inc.; Mobil Producing Texas & New Mexico Inc.; Mobil Yanbu Petrochemical Company Inc.; Mobil Yanbu Refining Company Inc.; Mountain Gathering, LLC; Palmetto Transoceanic LLC; Permian Express Partners LLC (12,3 %); Phillips Exploration, LLC; SeaRiver Maritime, Inc.; Wolverine Pipe Line Company (53,39 %); XH, LLC; XTO Energy Inc.; XTO Holdings, LLC
  - Калифорния: Aera Energy LLC (48,2 %)
  - Нью-Йорк: ExxonMobil Oil Corporation
  - Техас: Barnett Gathering, LLC; Trend Gathering & Treating, LLC; XTO Delaware Basin, LLC
- Австралия: Esso Australia Resources Pty Ltd; ExxonMobil Australia Pty Ltd; Mobil Australia Resources Company Pty Limited; Mobil Exploration & Producing Australia Pty Ltd; Mobil Oil Australia Pty Ltd
- Багамские Острова: AKG Marketing Company Limited (87,5 %); Esso Exploration and Production Angola (Overseas) Limited; Esso Exploration and Production Chad Inc.; Esso Exploration and Production Guyana Limited; Esso Exploration Angola (Block 15) Limited; Esso Exploration Angola (Block 17) Limited; Esso Global Investments Ltd.; Exxon Azerbaijan Limited; Exxon Neftegas Limited; ExxonMobil Abu Dhabi Offshore Petroleum Company Limited; ExxonMobil Barzan Limited; ExxonMobil China Petroleum & Petrochemical Company Limited; ExxonMobil Exploration and Production Romania Limited; ExxonMobil Exploration and Production Tanzania Limited; ExxonMobil Iraq Limited; ExxonMobil Kazakhstan Inc.; ExxonMobil Qatargas (II) Limited; ExxonMobil Ras Laffan (III) Limited; ExxonMobil Ventures Funding Ltd.; Mobil Services (Bahamas) Limited; Mobil Venezolana De Petroleos Inc.; Papua New Guinea Liquefied Natural Gas Global Company LDC (33,2 %)
- Бельгия: ExxonMobil Petroleum & Chemical BVBA
- Бермуды: ExxonMobil Cepu Limited
- Бразилия: ExxonMobil Exploracao Brasil Ltda.
- Великобритания: Esso Exploration and Production UK Limited; Esso Petroleum Company, Limited; ExxonMobil Finance Company Limited; ExxonMobil Financial Investment Company Limited; ExxonMobil Gas Marketing Europe Limited; South Hook LNG Terminal Company Limited (24,15 %)
- Германия: BEB Erdgas und Erdoel GmbH & Co. KG (50 %); Esso Deutschland GmbH; Esso Erdgas Beteiligungsgesellschaft mbH; ExxonMobil Central Europe Holding GmbH; ExxonMobil Production Deutschland GmbH; Mobil Erdgas Verwaltungsgesellschaft mbH
- Гонконг: ExxonMobil Hong Kong Limited
- Египет: ExxonMobil Egypt (S.A.E.)
- Италия: Esso Italiana S.r.l.; ExxonMobil Italiana Gas S.r.l.; Infineum Italia s.r.I. (50 %); Mozambique Rovuma Venture, S.p.A. (35,7 %); Terminale GNL Adriatico S.r.l. (70,678 %)
- Казахстан: Tengizchevroil, LLP (25 %),; North Caspian Operating Company, B.V (16,8).;
- Камерун: Cameroon Oil Transportation Company S.A. (41 %)
- Канада: Canada Imperial Oil Limited (69,6 %); ExxonMobil Canada Energy; ExxonMobil Canada Ltd.; ExxonMobil Canada Properties; ExxonMobil Canada Resources Company; Imperial Oil Limited (69,6 %); Imperial Oil Resources Limited (69,6 %); Imperial Oil Resources N.W.T. Limited (69,6 %); Imperial Oil/Petroliere Imperiale (69,6 %); XTO Energy Canada (84,8 %)
- Катар: Barzan Gas Company Limited (7 %); Qatar Liquefied Gas Company Limited (10 %); Qatar Liquefied Gas Company Limited (24,15 %); Ras Laffan Liquefied Natural Gas Company Limited (25 %); Ras Laffan Liquefied Natural Gas Company Limited (II) (30,517 %); Ras Laffan Liquefied Natural Gas Company Limited (3) (30 %)
- Китай: ExxonMobil (China) Investment Co., Ltd.; ExxonMobil (Taicang) Petroleum Co., Ltd.; ExxonMobil Chemical Services (Shanghai) Co., Ltd.; Fujian Refining & Petrochemical Co. Ltd. (25 %)
- Люксембург: ExxonMobil International Services SARL
- Мозамбик: Coral FLNG, S.A. (25 %)
- Нигерия: Esso Exploration and Production Nigeria (Deepwater) Limited; Esso Exploration and Production Nigeria (Offshore East) Limited; Esso Exploration and Production Nigeria Limited; Mobil Producing Nigeria Unlimited
- Нидерланды: Esso Nederland B.V.; ExxonMobil Capital Netherlands B.V.; ExxonMobil Chemical Holland B.V.; ExxonMobil Development Africa B.V.; ExxonMobil LNG Services B.V.; Nederlandse Aardolie Maatschappij B.V. (50 %)
- Новая Зеландия: Mobil Oil New Zealand Limited
- Норвегия: Esso Norge AS; ExxonMobil Exploration and Production Norway AS; ExxonMobil Holding Norway AS; ExxonMobil Russia Kara Sea Holdings B.V.
- Папуа — Новая Гвинея: ExxonMobil PNG Limited; SPI (208) Limited
- Саудовская Аравия: Al-Jubail Petrochemical Company (50 %); Saudi Aramco Mobil Refinery Company Ltd. (50 %); Saudi Yanbu Petrochemical Co. (50 %)
- Сингапур: Ampolex (Cepu) Pte Ltd; ExxonMobil Asia Pacific Pte. Ltd.; Infineum Singapore Pte. Ltd. (50 %)
- Таиланд: Esso (Thailand) Public Company Limited (66 %)
- Франция: Esso Raffinage (82,89 %); Esso Societe Anonyme Francaise (82,89 %); ExxonMobil Chemical France; ExxonMobil France Holding SAS
- Россия/Казахстан Caspian Pipeline Consortium (7,5 %)